# Flugplatz Kihnu

i7
i11
i13
Der Flugplatz Kihnu (estnisch Kihnu lennuväli, ICAO-Code: EEKU) befindet sich auf der estnischen Insel Kihnu in der Pärnuer Bucht.
Die beiden Start- und Landebahnen sind jeweils 600 m lang und 60 m breit. Sie sind nicht asphaltiert. Auf dem Flugplatz gibt es weder Landelichter noch ein Navigationssystem, so dass der Anflug nur bei Tageslicht möglich ist.
Eigentümer ist der Flughafen Tallinn (AS Tallinna Lennujaam), Verwalter der Flughafen Pärnu (AS Pärnu Lennujaam). Im Dezember 2007 wurde ein neues Flughafenterminal eingeweiht.
Reguläre Flugverbindungen von und nach Kihnu gab es nur im Winter, wenn die Eisverhältnisse in der Pärnuer Bucht den Fährverkehr nach Kihnu unmöglich machten. Sie wurden von der deutschen Firma LFH mit einer Britten-Norman BN-2 Islander von Pärnu aus durchgeführt. Seit dem Einsatz einer neuen Fähre wurden die regelmäßigen Flüge im Winterhalbjahr eingestellt. Während des Sommers fliegen ebenfalls keine Fluggesellschaften Kihnu an. Bedarfsflüge in medizinischen Notfällen erfolgen mittels Hubschrauber.